# Изгнание торгующих из храма (картина Рембрандта)
«Изгнание торгующих из храма» — картина голландского художника Рембрандта Харменса ван Рейна, созданная около 1624 или 1625 года. Одно из самых ранних произведений молодого Рембрандта. По времени и стилю она тесно связана с циклом картин Рембрандта «Чувства», на которую она также похожа в связи с увеличением картин в XVIII веке. Существующая дата 1626 год нанесена на сухую краску. Долгое время по этой датировке картину относили к более позднему творчеству Рембрандта, но не исключалось более раннее происхождение.

## Описание
На картине изображено очищение Иерусалимского храма, описанное во всех четырех Евангелиях. Изображение насилия, когда Иисус поднимает бич для удара, соответствует описанию в Евангелии от Иоанна.
На переднем плане за столом сидят три менялы. У того, кто сидит справа, голова наполовину лысая, обрамлённая седыми волосами и бородой. Он одет в коричневую одежду, его взгляд прикован к столу, на котором он собирает деньги левой рукой. Меняла слева выглядит моложе, у него усы, он одет в темную шапку и табард с меховой оторочкой. Левой рукой он защищает лежащие на столе деньги, а правой тянется к кошельку. Он грозно смотрит вверх, где слева за его спиной стоит разгневанный Иисус с поднятым для удара бичом. Третий мужчина за столом сидит чуть поодаль, в центре, и защищаясь держит обе руки перед головой и лицом. Он одет в разноцветный тюрбан, а по воротнику можно определить, что он солдат или храмовый страж. Четвертый мужчина, также в головном уборе, напоминающем тюрбан, протискивается между колонной и сидящими за столом людьми. Левой рукой он держит мешок, перекинутый через правое плечо. На заднем плане видна лишь небольшая часть головы пятого участника и его поднятая рука, которой он держит корзину с домашней птицей, которую несёт на голове. Иисус, доминирующий в сцене, находится на заднем плане слева. Он одет в пурпурную и тёмно-зелёную одежду, у него тёмные волосы, разделенные по центру, борода отсутствует. Выражение его лица и поза выражают гнев и решимость, бич в правой руке поднят для удара.
Живописная композиция с плотным расположением выразительных лиц и движущихся рук очень необычна, но в смелых цветах и одежде фигур прослеживаются параллели с другими ранними работами Рембрандта, начиная с «Чувств». Изображённые фигуры по своим движениям напоминают некоторых актеров, изображенных на ранних картинах Рембрандта: «Избиение святого Стефана», «Историческое полотно» и «Валаамова ослица». В этом отношении Иисус с бичом соответствует каменщику или Валааму с поднятым кнутом, изображённому в центре, а черты его лица — главной фигуре на «Историческом полотне». Меняла, испуганно смотрящий вверх, напоминает секретаря на «Историческом полотне» и Анну на картине «Товит и Анна с ягнёнком», написанной в 1626 году. С одной стороны, чрезвычайно плотная композиция характерна для первых картин молодого Рембрандта, с другой стороны, такая техника не была продолжена в его поздних работах.

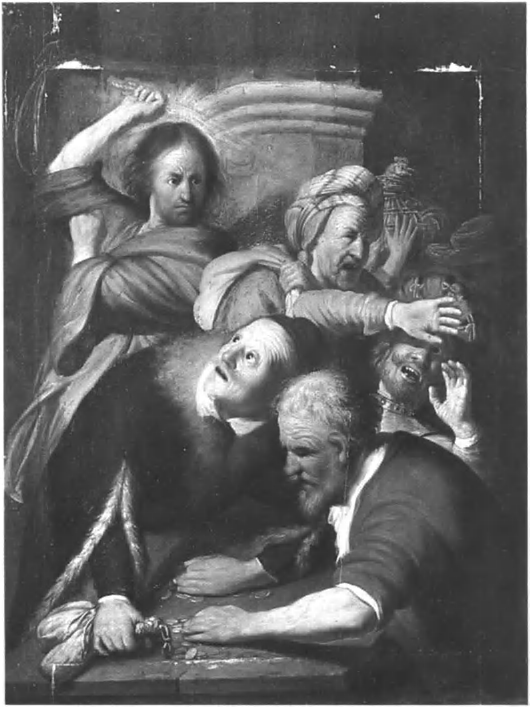
Состояние до реставрации 1930—1931 годов, с деталями, добавленными в XVIII веке

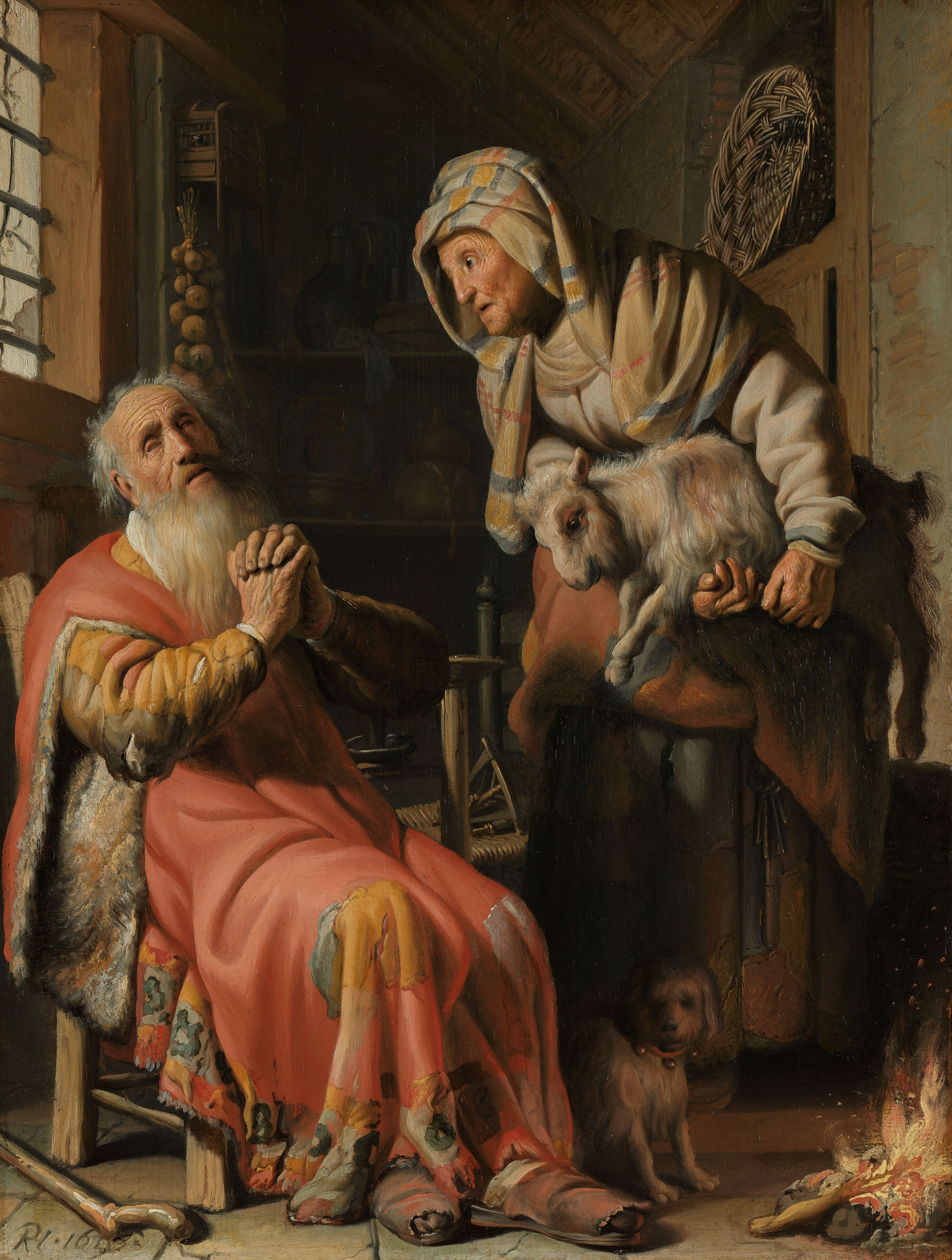
Рембрандт, «Товит и Анна с ягнёнком», 1626 год

Подпись расположена непосредственно над тюрбаном убегающего менялы у колонны; она была обнаружена только в ходе реставрации 1930—1931 гг. Монограмма была вырезана по почти высохшей краске. Она читается по-разному: RH 1626 или RHF 1626 и была признана подлинной экспертами из Исследовательского проекта «Рембрандт» ещё в 1982 году. Однако Рембрандт неоднократно наносил свою монограмму и текущую дату на работы, которые были завершены очень давно. По своему исполнению подпись напоминает картину Рембрандта «Товит и Анна с ягнёнком» 1626 года, и сегодня она уже не вызывает вопросов.
Картина размером написана маслом на дубовой панели с вертикальной текстурой. Подставка состоит из одной доски, задняя часть которой была строгана до толщины четыре миллиметра и покрыта лаком. К моменту идентификации картины как произведения Рембрандта в 1924 году она была увеличена по сравнению с первоначальным размером до 53,2 × 40,8 см. Как и в случае с ранними работами Рембрандта, четырьмя картинами из цикла «Чувства», со всех четырёх сторон были добавлены лепные элементы. Здесь также было дополнено изображение, добавлена фигура в соломенной шляпе у правого края картины, стол продлён вниз, и теперь кошелек изображен полностью, слева завершена одежда Иисуса, колонна продлена вверху. Части оригинальной картины были также закрашены, чтобы добиться целостного общего впечатления.
В целом картина находится в хорошем состоянии. Лишь в левом нижнем углу, на рукаве с меховой оторочкой, имеется небольшая ретушь. Утверждение советского искусствоведа К. М. Егоровой в 1971 году о значительном повреждении картины, вероятно, было основано на неверной интерпретации рентгеновских снимков. На рукаве и шапке упомянутого выше менялы, а также на красной краске на плече старика на переднем плане видны небольшие кракелюры.

## Исторический фон

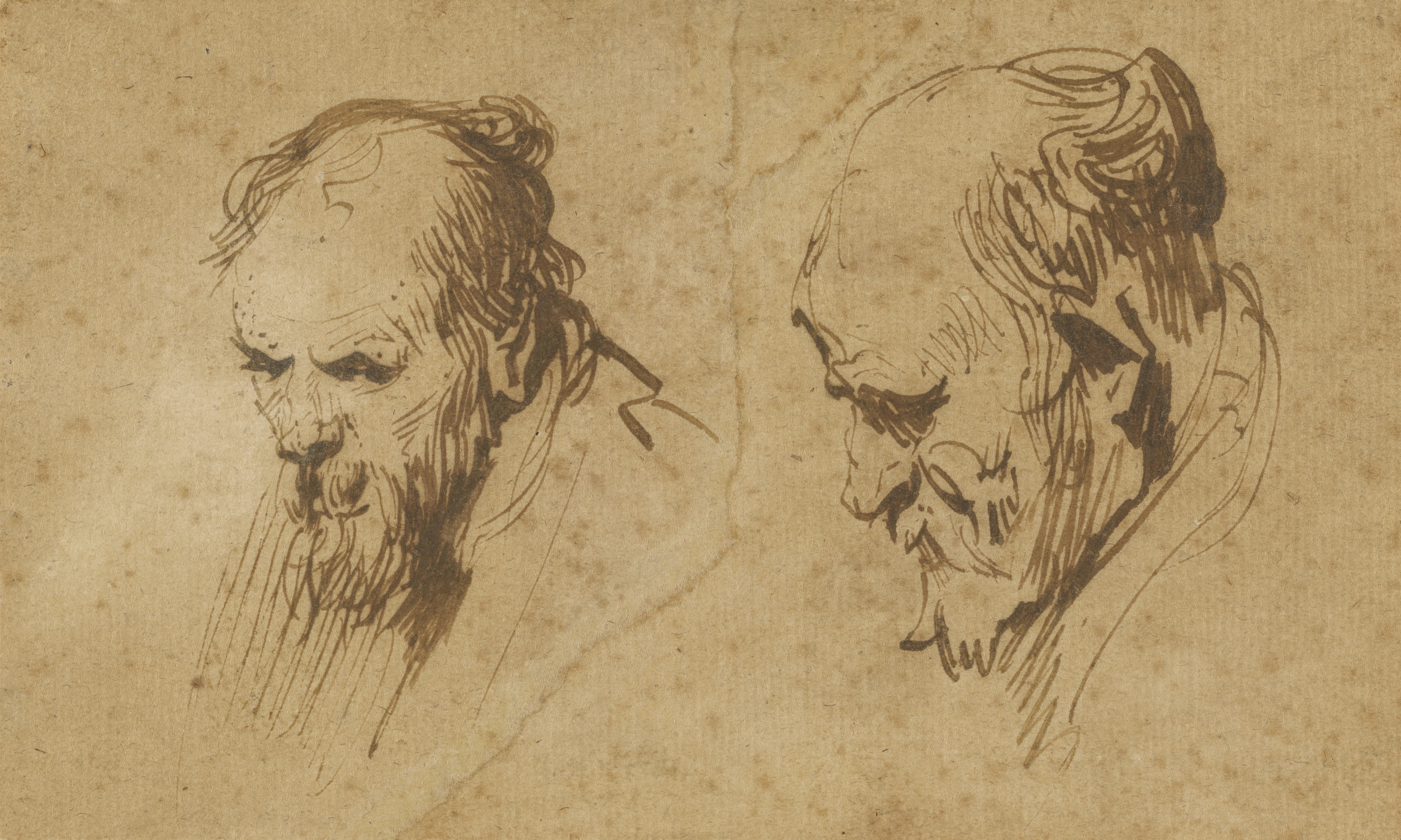
Два этюда головы старика, Рембрандт ван Рейн, коричневые чернила на бумаге, 1624/1625, Музей Гетти, Лос-Анджелес

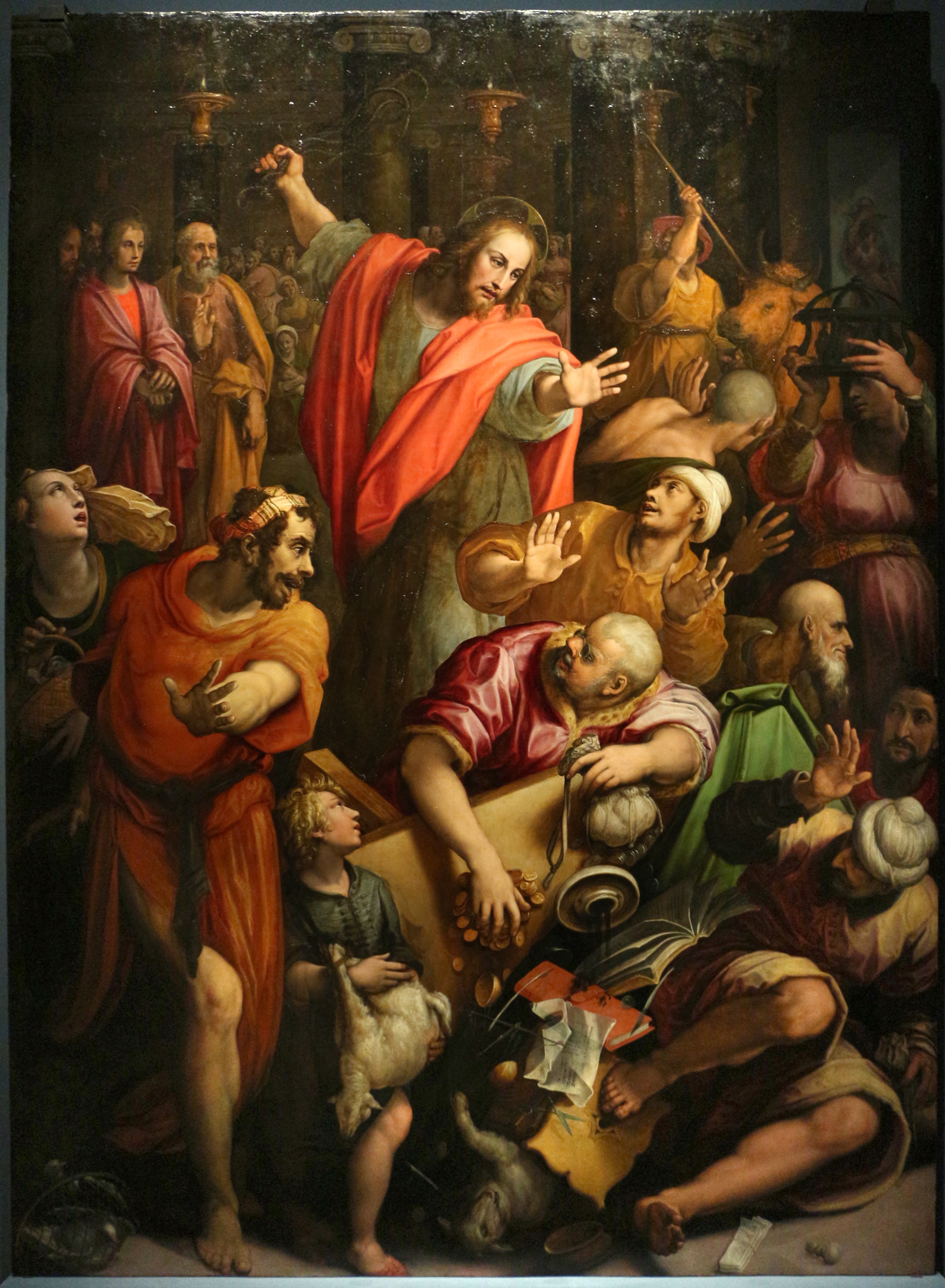
«Изгнание торговцев из храма», Ян ван дер Страет, масло по дереву, 1572 г., Санто-Спирито, Флоренция

В 1620 году Рембрандт начал обучение у Якоба Исаакса ван Сваненбурга в Лейдене, известного своими изображениями ада. В 1624 году Рембрандт отправился в Амстердам, где в течение шести месяцев учился у Питера Ластмана, который оказал на Рембрандта большее художественное влияние, чем ван Сваненбург. На протяжении десятилетий «Избиение святого Стефана» считалось самой ранней из сохранившихся работ молодого Рембрандта, поскольку монограмма и дата 1625 г. считаются общепризнанными подлинными. Его цикл «Чувства», состоящий из пяти картин, теперь относят к более ранним работам. Из-за вероятной поздней датировки 1626 годом «Изгнание торгующих из храма» было отнесено к раннему творчеству Рембрандта как явно слишком позднее. По стилистическим соображениям и из-за аналогичного увеличения картина, вероятно, была написана сразу после этого цикла, возможно, даже до «Избиения святого Стефана».
Для картины «Изгнание торгующих из храма» существует набросок коричневыми чернилами на бумаге «Два этюда головы старика», который Рембрандт реализовал в фигуре менялы, сидящего справа на переднем плане. До 1981 года рисунок находился в частной коллекции в Нидерландах, а в 1983 году был приобретён Музеем Гетти в Лос-Анджелесе. Вопрос о том, откуда Рембрандт мог позаимствовать плотную композицию из фигур в полный рост, давно волнует искусствоведов. Курт Баух первоначально усматривал параллели с утрехтскими караваджистами, однако живописная композиция явно отличается от методов работы этой группы. Позднее Баух привёл в качестве образца «Изгнание из храма», написанное Яном ван дер Стратом в 1572 году. Вероятно, Рембрандту была известна гравюра Филиппа Галле, выполненная по мотивам этой картины, или рисунок ван дер Штраета.

## Восприятие
Первая публикация об этой картине принадлежит русскому историку искусства В.А. С. Штавинскому, который в своей статье отнёс её к школе Рембрандта. В искусствоведческую литературу как произведение Рембрандта картину впервые ввёл Курт Баух в эссе «Zur Kenntnis von Rembrandts Frühwerken» в 1924 г. В 1935 году историк искусства Абрахам Бредиус включил её в свой каталог картин Рембрандта под номером 532. Его коллега Курт Баух в 1966 году поставил картину под № 42. К ним присоединился Хорст Герсон, который в 1968 году присвоил картине номер 5 в своем каталоге и продолжил указывать ее под номером 532 в своём пересмотренном каталоге Абрахама Бредиуса. В 1982 году Исследовательский проект «Рембрандт» включил картину в первый том «Corpus of Rembrandt Paintings» как раннюю работу Рембрандта под номером A 4. Авторы указали на подлинность подписи и датировки, а также на характерное исполнение работы, хотя её композиция была необычной. Кристиан Тюмпель в своём электронном каталоге присвоил картине номер 34, а в шестом томе «Корпуса» она значится под номером 4.
Неоднократно возникали сомнения в подлинности картины, особенно до реставрации, проведенной в Гааге в 1930 году, когда западные искусствоведы ещё не имели доступа к картине. Исследования, проведенные в Москве в 1956 и 1962 годах, показали, что подпись Рембрандта находится только в старом слое лака и поэтому не является подлинной. Однако в 1970 году было установлено, что подпись была процарапана в частично высохшем слое краски, а в углублениях содержались частицы старой краски. Около 1955 года искусствовед Герард Кнуттель подверг критике атрибуцию ряда ранних работ Рембрандта, в основном по стилистическим соображениям, а в случае с «Изгнанием» также из-за неаутентичной, по его мнению, подписи и датировки. Его коллега Витале Блох, который сам участвовал в открытии нескольких работ Рембрандта, критиковал его за то, что он списывал работы Рембрандта, потому что они ему не нравились.

## Провенанс
В конце XIX века картина находилась в частной коллекции московского парфюмера и коллекционера произведений искусства Анри Брокара, который в 1900 году завещал её своей вдове Шарлотте. В 1903 году она открыла частный музей. В 1915 году картина принадлежала московскому зятю Брокара П. К. Жироду и рассматривалась как произведение школы Рембрандта. С 1918 по 1924 год она входила в состав фондов Государственного музейного фонда в Москве. В 1924 году она перешла в ведение Пушкинского музея в Москве. С 1930 по 1936 год картина находилась в Гааге, где была очищена и отреставрирована в 1930—1931 годах.

## Дальнейшая разработка мотива Рембрандтом

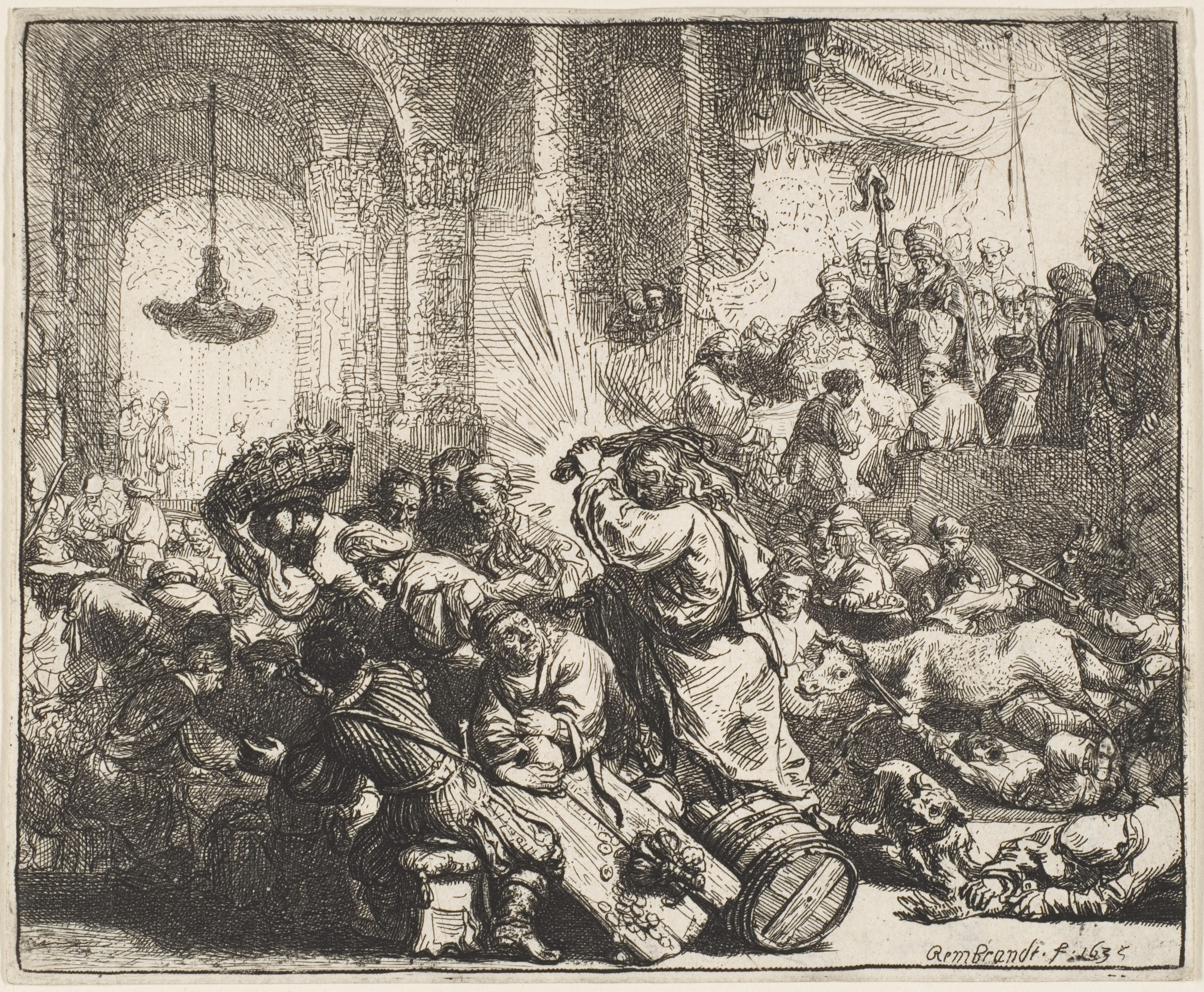
«Христос, изгоняющий менял из храма», офорт, 13,6 × 17,7 см, 1635 г., Музей Метрополитен, Нью-Йорк

В 1635 году Рембрандт создал офорт, который приписывается к ксилографии Альбрехта Дюрера, но при этом заимствует детали из картины Рембрандта и его моделей. Пластина сохранилась, и её оттиски можно найти в нескольких музеях.

## Выставки (в хронологическом порядке)
- Москва, Советский Союз. Выставка Рембрандта ван Рейна, 1936 г.
- Эрмитаж, Ленинград, Советский Союз. Выставка, посвященная 350-летию со дня рождения Рембрандта, 1956—1957 гг.
- Пушкинский музей, Москва, Советский Союз. Выставка, посвященная 300-летию со дня смерти Рембрандта, 1969—1970 гг.
- Кассельская картинная галерея, Кассель, Германия. Выставка «Молодой Рембрандт: Загадки становления», 3 ноября 2001 г. — 27 января 2002 г.
- Музей Прадо, Мадрид, Испания. Выставка "Рембрандт. Исторический художник, с 15 октября 2008 г. по 6 января 2009 г.